# Алтарник
Алта́рник (служитель алтаря) — именование мужчины-мирянина, помогающего священнослужителям в алтаре. Термин встречается в Библии (Иоил. 1:13), но стал общепринятым в указанном значении к концу XX века во многих европейских епархиях Русской православной церкви.
Наименование «алтарник» не является общепринятым. В сибирских епархиях Русской православной церкви оно не употребляется; вместо него в данном значении обычно используется более традиционный термин пономарь, а также послушник. Над алтарником не совершается таинство священства, также над ним не совершается архиереем хиротесия, он лишь получает от настоятеля храма благословение прислуживать в алтаре.

## История и значение термина
Вплоть до XIX века термином «алтарник» обозначались сами священнослужители, то есть служители алтаря Господня.
Традиционные названия для лиц, исполнявших функции современных алтарников, суть пономарь, псаломщик, дьячок, чтец, то есть лицо должно иметь поставление (посвящение) от епископа или хиротесию.
Согласно правилам Православной церкви, утверждённым на Вселенских соборах, любое лицо, не получившее посвящение от епископа, или любой мирянин (в том числе «алтарник») не может входить в алтарь, там прислуживать и тем более надевать стихарь (69-е правило Шестого Вселенского собора и 19-е правило Лаодикийского собора).
В XIX веке в русской поместной церкви появились «алтарники» в современном значении этого слова.
Ко второй половине XX века закрепилось современное значение, и в штатах крупных приходов должности чтеца и алтарника стали строго различны. Более того, такое положение было закреплено в налоговой практике фискальных органов СССР, которые взимали подоходный налог с чтецов по ставке священнослужителей, а с алтарника — как рабочего.

## Обязанности
В настоящее время в обязанности алтарника входит наблюдение за своевременным и правильным возжжением свечей, лампад и иных светильников в алтаре и пред иконостасом; подготовка облачения священников и диаконов; принесение в алтарь просфор, вина, воды, ладана; разжигание угля и подготовка кадила; шествие со свечами перед священнослужителями на торжественных богослужебных входах; подавание плата для отирания уст мирян во время их Причащения; помощь священнику при совершении таинств и треб; уборка в алтаре; при необходимости — чтение во время богослужения и исполнение обязанностей звонаря.
Алтарнику запрещено касаться Престола, Жертвенника и их принадлежностей (Священных сосудов), а также переходить с одной стороны алтаря на другую между Престолом и Царскими вратами.
Алтарник носит стихарь поверх мирской одежды. Может быть и без стихаря.